# Museo Civico di Storia Naturale di Genova
Museo Civico di Storia Naturale di Genova är ett naturhistoriskt museum i Genua i norra Italien.
Museet grundades 1867 och innehåller över fyra miljoner arter från hela världen. Det finns zoologiska, botaniska och geologiska samlingar, bland andra de från Luigi D'Albertis, Leonardo Fea, Arturo Issel, Orazio Antinori, Odoardo Beccari och Lamberto Loria.